# Puchar Anglii w piłce nożnej (1897/1898)
W sezonie 1897/98 odbyła się 27. edycja Pucharu Anglii. Zwycięzcą został Nottingham Forest, który pokonał w finale, na stadionie Crystal Palace w Londynie, Derby County 3:1. 

## Ćwierćfinały
| 26 lutego 1898 | Burnley | 1:3 | Everton |  |
|                |         |     |         |  |

| 26 lutego 1898 | Bolton Wanderers | 0:0 | Southampton |  |
|                |                  |     |             |  |

| 26 lutego 1898 | West Bromwich | 2:3 | Nottingham Forest |  |
|                |               |     |                   |  |

| 26 lutego 1898 | Derby County | 1:1 | Liverpool |  |
|                |              |     |           |  |

### Powtórki
| 2 marca 1898 | Southampton | 4:0 | Bolton Wanderers |  |
|              |             |     |                  |  |

| 2 marca 1898 | Liverpool | 1:5 | Derby County |  |
|              |           |     |              |  |

## Półfinały
Obydwa spotkania rozgrywane były na stadionach neutralnych. Terminy ustalono na sobotę 19 marca 1898 roku.
| 19 marca 1898 | Derby County Bloomer (2) J. Goodall | 3:1 | Everton Chadwick | Molineux, Sheffield |
|               |                                     |     |                  |                     |

| 19 marca 1898 | Nottingham Forest Benbow | 1:1 | Southampton Haynes | Bramall Lane, Sheffield |
|               |                          |     |                    |                         |

### Powtórka
| 24 marca 1898 | Nottingham Forest McInnes Richards | 2:0 | Southampton | Crystal Palace, Londyn |
|               |                                    |     |             |                        |

## Finał
Mecz finałowy odbył się w sobotę 16 kwietnia 1898 roku na stadionie Crystal Palace w Londynie.
| 16 kwietnia 1898 | Nottingham Forest · Capes 19' 42' · McPherson 86' | 3:1 | Derby County · Bloomer 31' | Crystal Palace, Londyn Widzów: 62 017 Sędzia: J. Lewis |
|                  |                                                   |     |                            |                                                        |

|  |  |